# Scorpion (álbum de Eve)
| Críticas profissionais | Críticas profissionais |
| Avaliações da crítica  | Avaliações da crítica  |
| Fonte                  | Avaliação              |
| ---------------------- | ---------------------- |
| Allmusic               | [ 1 ]                  |
| Entertainment Weekly   | (A)                    |
| NME                    | [ 3 ]                  |
| PopMatters             | (favorável)            |
| Rolling Stone          | [ 5 ]                  |
| '                      | [ 6 ]                  |

Scorpion é o segundo álbum de estúdio da rapper americana Eve, lançado no dia 6 de Março de 2001 pela gravadora Interscope Records, trazendo a faixa que teve grande repercussão no Brasil, "Got What You Need" com a participação do rapper Drag-On. O álbum estreou em nº 4 na Billboard 200 com 161.728 cópias vendidas, e mais tarde sendo disco de platina, vendendo 1,5 milhão de unidades. O álbum também conta com faixas como "Who's That Girl" e "Let Me Blow Ya Mind" com a participação de Gwen Stefani.

## Faixas
| #  | Título                                             | Duração |
| -- | -------------------------------------------------- | ------- |
| 1  | "Intro"                                            | 0:18    |
| 2  | "Cowboy"                                           | 3:15    |
| 3  | "Who's That Girl"                                  | 4:42    |
| 4  | "Let Me Blow Ya Mind" (feat. Gwen Stefani)         | 3:49    |
| 5  | "3 Way" (Skit) (feat. Erex/Stevie J.)              | 0:41    |
| 6  | "You Had Me, You Lost Me"                          | 4:21    |
| 7  | "Got What You Need" (feat. Drag-On)                | 3:52    |
| 8  | "Frontin'" (Skit) (feat. Mo'nique)                 | 0:43    |
| 9  | "Gangsta Bitches" (feat. Trina & Da Brat) -        | 4:24    |
| 10 | "That's What It Is" (feat. Styles Of The Lox)      | 3:40    |
| 11 | "Scream Double R" (feat. DMX)                      | 3:41    |
| 12 | "Thug In The Street" (feat. D-Block, Drag-On)      | 5:02    |
| 13 | "No, No, No" (feat. Damian Marley, Stephen Marley) | 5:37    |
| 14 | "You Ain't Gettin None"                            | 4:11    |
| 15 | "Life Is So Hard" (feat. Teena Marie)              | 4:55    |
| 16 | "Be Me" (feat. Mashonda)                           | 4:09    |